# Eredan iTCG
 (janvier 2011).
Si vous disposez d'ouvrages ou d'articles de référence ou si vous connaissez des sites web de qualité traitant du thème abordé ici, merci de compléter l'article en donnant les références utiles à sa vérifiabilité et en les liant à la section « Notes et références ».
Eredan ITCG (internet Trading Card game ou jeu de cartes à collectionner sur internet) est un jeu stratégique en ligne, free to play, créé et édité par la société Feerik. Les joueurs s'affrontent dans des combats de cartes. Le jeu est accessible via son site officiel et sur Facebook. Il n'est plus possible de jouer au jeu depuis la fin du support d'Adobe Flash Player par les navigateurs en 2020.

## Création du jeu
Eredan ITCG est sorti le 12 avril 2010. Il s'agit de la dernière production de Feerik.com, société spécialisée dans la création de jeux en ligne. Eredan iTCG partage son univers et ses personnages avec Eredan GT.

## Le principe
Deux joueurs s'affrontent, au tour par tour, dans un combat par cartes interposées, mettant en scène des personnages, des sortilèges, des potions, des armes... Les joueurs doivent faire preuve de stratégie pour utiliser leurs cartes au bon moment. Le but du jeu est de causer le plus de dégâts aux personnages adverses tout en assurant sa défense. Chaque partie gagnée permet d'accumuler des points d'expérience, des cristaux et de progresser au classement Elo. Les points d'expérience permettent de passer au niveau supérieur et les cristaux sont la monnaie du jeu.

## Les cartes
Il existe deux groupes de cartes : les personnages et les cartes additionnelles (armes, armures, sortilèges, potions, ...). Un deck contient trois personnages. À chaque tour, le joueur ajoute une ou plusieurs cartes additionnelles sur un personnage afin de modifier ses caractéristiques ou celles de son adversaire.

### Les personnages

#### Description
Quatre caractéristiques décrivent les personnages, représentant leur état :
- L'Esprit représente la capacité d'ouverture sur le monde du personnage, c'est aussi sa capacité à résister aux Sortilèges et Théurgies, et à infliger des dégâts magiques..
- L'Attaque représente la force de frappe du personnage.
- La Défense est la capacité de résistance aux attaques physiques adverses.
- Les Points de vie diminuent au fil des attaques adverses. Lorsque le personnage obtient un score nul ou négatif, il meurt. Le personnage ne pourra plus jouer pour le reste de la partie (sauf résurrection).

#### Les races
Les personnages appartiennent à l'une des races existantes, dont les Elfines,les Elfes de glace,les Démons, les Golems, les Humains, les Guémélites, les Hom'chaï et les Solarian. Selon la race à laquelle les personnages appartiennent, il est possible de jouer certaines cartes qui lui sont réservées.

#### Les classes
Il existe depuis peu six classes : les Mages, les Prêtres, les Combattants, les Maraudeurs,les Artisans et les Berserks (personnage offert à l'ouverture de la première case du calendrier de l'Avent 2011). Certains personnages peuvent appartenir à plusieurs classes à la fois, tels les Mages / Combattants. Certaines cartes additionnelles ne peuvent être jouées que si elles correspondent à la classe du personnage. Les classes représentent la fonction du personnage, son métier.

#### Les guildes
Dix guildes s'affrontent : la Kotoba, les Envoyés de Noz'Dingard, les Combattants de Zil, les Nomades du désert, la Cœur de Sève, les Nehantistes, les Pirates, les Lieurs de Pierres et la Légion Runique. Un deck ne peut comporter que des personnages d'une même guilde. On peut néanmoins ajouter des personnages mercenaires. Chaque guilde a ses spécificités :
- Les Kotobas ont en moyenne une meilleure Défense, une meilleure Attaque et plus de Points de vies que les autres guildes. De plus, il y a de nombreux Combattants dans leurs rangs. En revanche, ils ont très peu d'Esprit et ils n'ont aucun Prêtre et très peu de Mages parmi eux.
- Les Envoyés de Noz'Dingard ont une bonne Défense, de nombreux Mages dans leurs rangs et une bonne moyenne d'Esprit. Cependant, ils restent fragiles et ils ont très peu d'Attaque. Les Noz'Dingard sont probablement les plus techniques à jouer.
- Les Combattants de Zil ont une bonne Défense et une bonne Attaque. En revanche, ils ont peu d'Esprit et moins de Points de vie que la Kotoba et les Noz'Dingard. Les Zils ont également beaucoup de Maraudeurs. Ils sont sournois et possèdent des cartes additionnelles dévastatrices pour leurs adversaires.
- Les Nomades du Désert ont très peu de Défense mais compensent par un score de Points de vie important. Les Nomades allient la puissance de frappe de leurs Combattants avec les soins procurés par les Prêtres.
- La Cœur de Sève est une guilde principalement axée sur des thématiques naturelles avec en toile de fond une histoire profondément liée à l'évolution du monde d'Eredan. Ses membres ont des caractéristiques moyennes mais disposent de modes de jeu qui leur permettent d'attaquer très violemment leurs adversaires.
- Les Pirates illustrent parfaitement l'expression "il ne faut pas jouer avec le feu". En effet, ils exploitent un type de jeu basé sur la poudre à canon qui, lorsqu'elle est enflammée, peut déclencher des dégâts dévastateurs chez l'adversaire, voire dans leurs propres rangs.
- Les Mercenaires sont des personnages qui peuvent rejoindre n'importe quelle autre guilde. Ils n'ont ni point fort, ni point faible. Ils servent seulement à pallier les carences des autres guildes.
- Les Néhantistes sont les maîtres des affaiblisseurs, des corrupteurs. Ils utilisent des cartes qui peuvent retourner la situation comme la carte "Perversion" qui a pour effet : Dégât Physique et Magique - 3. De plus Un mage comme "Masque de fer" peut, s'il y a 2 cartes Perversion, avoir dégât - 6.
- La Légion Runique use de cartes appelées "Runes" pour renforcer leurs personnages. Et possèdent dans leur rang: des combattants, des prêtres et des artisans. Ce sont les nouveaux venus d'Eredan ITCG. Grâce aux cartes affiliées à cette guilde et aux runes, les personnages peuvent rapidement gagner en attaque et en défense en même temps. Une fois les équipements et les runes posés, gagner la partie n'est plus qu'une question de temps.
- Les Lieurs de Pierre qui exploitent les pierre-cœur et les élémentaires. Ce sont des mages, des combattants-mages et des guemelites.

#### Les castes
Certains personnages font partie d'une caste. Il en existe un certain nombre dans chaque guilde. Des cartes additionnelles leur sont associées.

##### Les Courtisans
Les Courtisans représente une caste à part. Il s'agit de personnages pouvant appartenir à plusieurs guildes à la fois et donc jouer les cartes réservées à chacun de ces guildes.

### Les cartes additionnelles
Les cartes additionnelles sont des cartes qui se superposent aux personnages dans le but de modifier leurs caractéristiques ou celles de leurs adversaires : Points de vie, Attaque, Défense et Esprit.

### L'évolution
Certaines cartes acquièrent de l'expérience lorsqu'elles sont utilisées. Une fois qu'elles ont atteint leur niveau d'expérience maximal, elles peuvent évoluer, c'est-à-dire passer au niveau supérieur. Suivant le même principe, les cartes peuvent aussi fusionner entre elles, afin de créer une seule et unique carte plus puissante.

## La création et la composition de deck
Chaque joueur possède un ou plusieurs decks de départ. Il est possible de les modifier en achetant des cartes au marché ou à la boutique du jeu. Les joueurs peuvent posséder autant de decks qu'ils le souhaitent, en achetant les cartes nécessaires à leur construction.
Dans un deck, il y a trois personnages, et vingt cartes additionnelles. Les deck sont affiliés à une guilde, seules les cartes leur correspondant peuvent s'ajouter au deck.

## Achats / ventes
Il existe plusieurs manières de se procurer des cartes : elles sont achetables au marché ou bien à la boutique.
Au marché, les cartes sont vendues à l'unité par d'autres joueurs qui fixent eux-mêmes leur prix. A la boutique, il est possible d'acheter un booster : de quatre ou douze cartes au hasard, ou bien un jeu complet, de niveau débutant.

## La monnaie virtuelle
Eredan ITCG possède deux monnaies virtuelles : les cristaux et les Fee'z.

### Les cristaux
Les joueurs peuvent obtenir des cristaux en vendant des cartes, en obtenant des trophées, ou bien en jouant. À la fin de chaque partie, les joueurs ayant participé au combat gagnent des cristaux en fonction de leur score final. Grâce à cette monnaie, les joueurs pourront acheter des cartes au marché.

### Les Fee'z
Il existe également une autre monnaie, commune à tous les jeux Feerik : les Fee'z. On peut les obtenir gratuitement via la participation à des questionnaires, et sont également achetables avec de l'argent réel. Le taux de change ainsi que les moyens de paiement sont disponibles à la banque du jeu. Les boosters sont en vente à la boutique, achetables en Fee'z.